# Dicranomyia (Euglochina) okinawensis
Dicranomyia (Euglochina) okinawensis is een tweevleugelige uit de familie steltmuggen (Limoniidae). De soort komt voor in het Oriëntaals gebied.